# تريسي أولمان
تريسي أولمان (بالإنجليزية: Tracey Ullman)‏ مواليد 30 ديسمبر 1959 في باكينجهامشير، إنجلترا، هي ممثلة إنجليزية بدأت مسيرتها الفنية عام 1980. كما أنها من الفائزات بجائزة بافتا وجائزة إيمي وجائزة غولدن غلوب.

## الأعمال

### أفلام
- أنا أحبك حتى الموت
- ألي مكبيل
- جثة العروس
- حياة كرونك الجديدة
- ترويض النمرة
- انترتينمنت ويكلي

## وصلات خارجية
- تريسي أولمان على موقع IMDb (الإنجليزية)
- تريسي أولمان على موقع ميتاكريتيك (الإنجليزية)
- تريسي أولمان على موقع الموسوعة البريطانية (الإنجليزية)
- تريسي أولمان على موقع روتن توميتوز (الإنجليزية)
- تريسي أولمان على موقع قاعدة بيانات الأفلام العربية
- تريسي أولمان على موقع ألو سيني (الفرنسية)
- تريسي أولمان على موقع ميوزك برينز (الإنجليزية)
- تريسي أولمان على موقع أول موفي (الإنجليزية)
- تريسي أولمان على موقع قاعدة بيانات برودواي على الإنترنت (الإنجليزية)
- تريسي أولمان على موقع قاعدة بيانات الأفلام السويدية (السويدية)
- تريسي أولمان التسجيلات من ديسكاغز.كوم
- Tracey Ullman – استيف ريكوردز  [لغات أخرى]‏
- Tracey Ullman Facebook page
- تريسي أولمان على موقع Charlie Rose
- Interview magazine cover story, January 1989: Tracking Tracey